# Corticaria subamurensis
Corticaria subamurensis es una especie de coleóptero de la familia Latridiidae.

## Distribución geográfica
Habita en Rusia.